# Lobelia archboldiana
Lobelia archboldiana là loài thực vật có hoa trong họ Hoa chuông. Loài này được (Merr. & L.M.Perry) Moeliono mô tả khoa học đầu tiên năm 1960.